# 2013년 한국시리즈
2013 한국야쿠르트 7even 프로야구 한국시리즈는 2013년 10월 24일부터 삼성 라이온즈와 두산 베어스와의 7전 4선승제 경기로 2013년 11월 1일까지 진행되었다. 정규시즌 1위 팀인 삼성 라이온즈가 두산 베어스를 4승 3패로 꺾고 사상 첫 정규시즌과 한국시리즈 3연패와 함께 통산 7번째 우승을 차지했다. 한국시리즈 MVP로는 삼성 라이온즈가 승리를 한 3(도루), 5(2타점 역전 결승타), 6(쐐기 3점 홈런), 7(3안타)차전에서 맹활약을 펼친 박한이가 선정되었다.

## 정규 시즌
| 순위 | 구단          | 경기수 | 승 | 무 | 패 | 승률  | 승차 |
| ---- | ------------- | ------ | -- | -- | -- | ----- | ---- |
| 1    | 삼성 라이온즈 | 128    | 75 | 2  | 51 | 0.595 | 0.0  |
| 2    | LG 트윈스     | 128    | 74 | 0  | 54 | 0.578 | 2.0  |
| 3    | 넥센 히어로즈 | 128    | 72 | 2  | 54 | 0.571 | 3.0  |
| 4    | 두산 베어스   | 128    | 71 | 3  | 54 | 0.568 | 3.5  |
| 5    | 롯데 자이언츠 | 128    | 66 | 4  | 58 | 0.532 | 8.0  |
| 6    | SK 와이번스   | 128    | 62 | 3  | 63 | 0.496 | 12.5 |
| 7    | NC 다이노스   | 128    | 52 | 4  | 72 | 0.419 | 22.0 |
| 8    | KIA 타이거즈  | 128    | 51 | 3  | 74 | 0.406 | 23.5 |
| 9    | 한화 이글스   | 128    | 42 | 1  | 85 | 0.331 | 33.5 |

## 플레이오프 결과
|  | 준플레이오프 | 준플레이오프  | 준플레이오프 |  |  | 플레이오프 | 플레이오프  | 플레이오프 |  |  | 한국시리즈 | 한국시리즈    | 한국시리즈 |
|  |              |               |              |  |  |            |             |            |  |  |            |               |            |
|  |              |               |              |  |  |            |             |            |  |  | 1          | 삼성 라이온스 | 4          |
|  |              |               |              |  |  | 2          | LG 트윈스   | 1          |  |  | 4          | 두산 베어스   | 3          |
|  | 3            | 넥센 히어로즈 | 2            |  |  | 4          | 두산 베어스 | 3          |  |  |            |               |            |
|  | 4            | 두산 베어스   | 3            |  |  |            |             |            |  |  |            |               |            |

### 준플레이오프
준 플레이오프에서는 3위 넥센 히어로즈와 4위 두산 베어스가 5전 3선승제의 승부를 펼쳤다. 넥센 히어로즈는 1,2차전을 모두 끝내기 안타로 승리를 가져갔으나 두산 베어스가 3차전을 연장전에서 끝내기 안타로 승리하였고 이후 4,5차전을 모두 두산 베어스가 승리를 거두었다. 시리즈 MVP는 두산 베어스의 최준석이 차지했다.

### 플레이오프
플레이오프에서는 2000년 이후 13년 만에 2위 LG 트윈스와 4위 두산 베어스가 5전 3선승제의 승부를 겨루었고, 두산 베어스가 3승 1패로 LG 트윈스를 꺾고 5년 만에 한국시리즈에 진출했다. 두산은 준플레이오프가 5차전으로 바뀐 이후 준플레이오프에서 플레이오프를 거쳐 한국시리즈에 진출한 두 번째 팀이 되었다. 시리즈 MVP는 두산 베어스의 유희관이 차지했다.

## 출전 선수 명단
두산 베어스는 플레이오프 라인업에 합류하였던 내야수 최주환을 제외하고 투수 김명성을 포함시켰다.
| 팀            | 선수 명단 |
| 삼성 라이온즈 | * 감독 - 류중일 - 코치 - 김성래, 김용국, 김태한, 김현욱, 김한수, 김태균, 김재걸, 세리자와 유지 - 투수 - 윤성환, 배영수, 장원삼, 릭 밴덴헐크, 차우찬, 안지만, 심창민, 신용운, 권혁, 오승환, 조현근, 김희걸 (12명) - 포수 - 진갑용, 이정식, 이지영 (3명) - 내야수 - 이승엽, 강명구, 김태완, 채태인, 정병곤, 박석민, 정현 (7명) - 외야수 - 박한이, 최형우, 배영섭, 정형식, 우동균 (5명)     |
| 두산 베어스   | * 감독 - 김진욱 - 코치 - 황병일, 송재박, 정명원, 강성우, 장원진, 권명철, 김민재, 조원우 - 투수 - 김선우, 이재우, 정재훈, 노경은, 오현택, 유희관, 홍상삼, 윤명준, 변진수, 더스틴 니퍼트, 데릭 핸킨스, 김명성 (12명) - 포수 - 양의지, 최재훈 (2명) - 내야수 - 홍성흔, 손시헌, 최준석, 이원석, 오재원, 김재호, 오재일, 허경민 (8명) - 외야수 - 임재철, 이종욱, 김현수, 민병헌, 정수빈 (5명) |

## 경기 기록
| 일시                                                                  | 경기  | 원정팀(선공)  | 스코어 | 홈팀(후공)    | 개최 구장             | 개시 시각 | 관중수   | 경기 MVP               |
| --------------------------------------------------------------------- | ----- | ------------- | ------ | ------------- | --------------------- | --------- | -------- | ---------------------- |
| 10월 24일(목)                                                         | 1차전 | 두산 베어스   | 7 - 2  | 삼성 라이온즈 | 대구시민운동장 야구장 | 18시 00분 | 10,000명 | 손시헌 (두산 베어스)   |
| 10월 25일(금)                                                         | 2차전 | 두산 베어스   | 5 - 1  | 삼성 라이온즈 | 대구시민운동장 야구장 | 18시 00분 | 10,000명 | 오재일 (두산 베어스)   |
| 10월 27일(일)                                                         | 3차전 | 삼성 라이온즈 | 3 - 2  | 두산 베어스   | 서울종합운동장 야구장 | 14시 00분 | 25,500명 | 장원삼 (삼성 라이온즈) |
| 10월 28일(월)                                                         | 4차전 | 삼성 라이온즈 | 1 - 2  | 두산 베어스   | 서울종합운동장 야구장 | 18시 00분 | 25,500명 | 이재우 (두산 베어스)   |
| 10월 29일(화)                                                         | 5차전 | 삼성 라이온즈 | 7 - 5  | 두산 베어스   | 서울종합운동장 야구장 | 18시 00분 | 25,500명 | 박한이 (삼성 라이온즈) |
| 10월 31일(목)                                                         | 6차전 | 두산 베어스   | 2 - 6  | 삼성 라이온즈 | 대구시민운동장 야구장 | 18시 00분 | 10,000명 | 채태인 (삼성 라이온즈) |
| 11월 1일(금)                                                          | 7차전 | 두산 베어스   | 3 - 7  | 삼성 라이온즈 | 대구시민운동장 야구장 | 18시 00분 | 10,000명 | 박석민 (삼성 라이온즈) |
| 우승 : 삼성 라이온즈 (7번째), 한국시리즈 MVP : 박한이 (삼성 라이온즈) |       |               |        |               |                       |           |          |                        |

## 한국시리즈 경기 결과

### 1차전
| 팀 | 1 | 2 | 3 | 4 | 5 | 6 | 7 | 8 | 9 | R | H  | E | B |
| 두산 베어스 ◄ | 0 | 3 | 0 | 0 | 3 | 1 | 0 | 0 | 0 | 7 | 12 | 1 | 2 |
| 삼성 라이온즈 | 1 | 0 | 0 | 0 | 0 | 0 | 0 | 0 | 1 | 2 | 6  | 0 | 4 |
| 승리 투수: 노경은 패전 투수: 윤성환 홈런: 두산 – 김현수(윤성환 상대로 5회 1점), 손시헌(신용운 상대로 6회 1점) 삼성 – 박석민(노경은 상대로 1회 1점) |   |   |   |   |   |   |   |   |   |   |    |   |   |

- 애국가 : 충주성심학교 야구부, 전 관중
- 시구 : 김자인 (스포츠클라이밍 선수)

선발로 삼성은 윤성환이, 두산은 노경은이 각각 등판했다. 삼성은 1회말 박석민이 왼쪽 담장을 넘어가는 1점 홈런(비거리 105m)을 뽑아내며 먼저 앞서 나갔다. 그러나 두산은 2회초에 홍성흔의 안타와 오재원의 볼넷으로 만든 2사 1,2루 상황에서 최재훈, 손시헌, 이종욱의 연속 3안타로 3-1로 역전하였고 5회초에는 김현수가 오른쪽 담장을 넘어가는 1점 홈런(비거리 115m)을 기록했고, 최준석과 홍성흔의 연속 안타와 폭투로 만든 1사 2,3루 상황에서 이원석의 2타점 적시 3루타로 점수차를 6:1로 벌려놓았다. 6회초에는 손시헌이 왼쪽 담장을 넘기는 1점 홈런(비거리 100m)을 터뜨려 7:1까지 앞서 나갔다. 삼성은 9회말에 채태인의 2루타와 김태완이 3루수 실책으로 출루하면서 만든 1사 1,3루 상황에서 이지영의 2루수 땅볼로 1점을 만회했지만 승부를 뒤집지는 못했다.
이 경기 MVP는 4타수 3안타 2타점 1홈런을 친 두산 손시헌에게 돌아갔다.

### 2차전
| 팀                                                                                 | 1 | 2 | 3 | 4 | 5 | 6 | 7 | 8 | 9 | 10 | 11 | 12 | 13 | R | H  | E | B  |
| 두산 베어스 ◄                                                                      | 0 | 0 | 0 | 0 | 0 | 0 | 0 | 1 | 0 | 0  | 0  | 0  | 4  | 5 | 10 | 0 | 6  |
| 삼성 라이온즈                                                                      | 0 | 0 | 0 | 0 | 0 | 0 | 0 | 1 | 0 | 0  | 0  | 0  | 0  | 1 | 7  | 2 | 10 |
| 승리 투수: 정재훈 패전 투수: 오승환 홈런: 두산 – 오재일 (오승환 상대로 13회초 1점) |   |   |   |   |   |   |   |   |   |    |    |    |    |   |    |   |    |

- 애국가 : 뮤지컬 배우 차지연
- 시구 : 유정민

2차전 선발로 삼성은 릭 반덴허크, 두산은 더스틴 니퍼트가 각각 등판했다.
1차전과는 달리 2차전은 팽팽한 투수전이였다. 7회까지 이어지던 0의 균형은 8회에 깨졌다. 8회초에 두산은 김현수의 내야 안타와 최준석의 볼넷, 홍성흔의 우익수 플라이로 만든 2사 1,3루 상황에서 김재호의 적시타로 1:0을 만들었다. 그러나 삼성은 8회말에 정형식의 볼넷과 박석민의 내야 안타로 만든 1사 1,2루 상황에서 채태인의 적시타로 바로 동점을 만드는데 성공했다. 이후 양 팀의 경기는 연장으로 이어지면서 접전이 계속되었으나, 연장 13회초에서 승부가 갈렸다. 13회초에 두산은 1사 상황에서 오재일이 삼성 마무리 오승환을 상대로 오른쪽 담장을 넘어가는 1점 홈런(비거리 120m)을 터뜨리며 다시 앞서 나갔고, 이후 양의지의 안타와 김재호의 볼넷으로 만든 1사 1,2루 상황에서 오재원의 타구를 삼성 1루수 채태인이 뒤로 빠뜨리는 바람에 3:1까지 달아났다. 이후 손시헌의 2타점 적시타까지 터지며 5:1로 승부를 결정지었다.
- 2차전 MVP: 두산 오재일 (2타수 1안타 1타점 1홈런)
- 역대 한국 시리즈 최장 시간 경기기록: 5시간 32분
- 삼성 오승환, 연속타자 탈삼진 타이 기록: 6개

### 3차전
| 팀 | 1 | 2 | 3 | 4 | 5 | 6 | 7 | 8 | 9 | R | H | E | B |
| 삼성 라이온즈 ◄ | 0 | 0 | 0 | 2 | 0 | 0 | 1 | 0 | 0 | 3 | 7 | 0 | 1 |
| 두산 베어스 | 0 | 0 | 0 | 0 | 0 | 0 | 2 | 0 | 0 | 2 | 5 | 2 | 1 |
| 승리 투수: 장원삼 패전 투수: 유희관 세이브: 오승환 홀드: 안지만, 차우찬 홈런: 두산 – 홍성흔 (장원삼을 상대로 7회 1점) |   |   |   |   |   |   |   |   |   |   |   |   |   |

- 애국가 : 가수 이은미
- 시구 : 박근혜 대통령

3차전 선발로 삼성은 장원삼이, 두산은 유희관이 각각 등판했다. 두 선발 투수간의 팽팽한 투수전이 벌어지던 4회 삼성은 박석민의 2루타, 최형우의 안타, 이승엽의 볼넷으로 만들어진 1사 만루 상황에서 박한이의 타구가 유격수 실책으로 인하여 주자가 모두 살면서 3루 주자가 득점했고 이후 이지영의 희생플라이가 나오며 2점을 먼저냈다. 삼성은 7회에 박한이가 2루실책으로 출루한 후 이지영의 희생번트로 1사 2루가 된 상황에서 박한이가 3루도루에 성공했고 이후 홍상삼의 폭투가 나오며 1점 더 달아났다. 두산의 반격도 만만치 않았다 7회 2사후 홍성흔이 좌측 담장을 넘기는 1점 홈런(비거리 110m)과 오재원의 2루타와 손시헌의 1타점 적시타를 쳐내며 1점차까지 추격을 시도했지만, 승부를 뒤집지 못하고 경기를 내주었다. 이 날 경기에서는 4회초 1사 만루 박한이의 타구때 손시헌의 실책 상황에 대한 오심논란이 있었고, 두산의 선발 유희관이 두산 코치진의 실수로 인하여 자동 강판되는 상황이 벌어지기도 했다.
- 3차전 MVP: 삼성 장원삼 (6⅓이닝 4피안타(1피홈런) 1볼넷 3탈삼진 2실점)

### 4차전
| 팀                                                                           | 1 | 2 | 3 | 4 | 5 | 6 | 7 | 8 | 9 | R | H | E | B |
| 삼성 라이온즈                                                                | 0 | 0 | 0 | 0 | 0 | 0 | 0 | 0 | 1 | 1 | 4 | 1 | 5 |
| 두산 베어스 ◄                                                                | 2 | 0 | 0 | 0 | 0 | 0 | 0 | 0 | X | 2 | 6 | 0 | 6 |
| 승리 투수: 이재우 패전 투수: 배영수 세이브: 윤명준 홀드: 데릭 핸킨스, 정재훈 |   |   |   |   |   |   |   |   |   |   |   |   |   |

- 애국가 : 뮤지컬 배우 김소현, 손준호
- 시구 : 모연희 (한국 최초의 여성 장내 아나운서)

4차전 선발로 삼성은 배영수, 두산은 이재우가 각각 등판했다. 선취점은 두산이 먼저 냈다. 1회말 1사 1,2루 상황에서 최준석의 2루타로 선취점을 얻은 두산은 계속된 1사 2,3루에서 오재일이 고의4구로 출루하여 만루인 상황에서, 양의지의 희생플라이로 1점을 더 득점했다. 이후 경기는 두산 선발 이재우와 삼성의 두 번째 투수 차우찬의 투수전으로 흘렀다. 삼성은 9회초 1사 만루 상황에서 대타 정현의 희생플라이로 1점을 따라 붙었으나, 다음 타석에서 진갑용이 유격수 땅볼로 물러나면서 경기가 종료되었다. 이로써 두산은 우승에 1승만을 남겨두게 되었다.
- 4차전 MVP: 두산 이재우 (5이닝 2피안타 3사사구 8탈삼진 무실점)

### 5차전
| 팀 | 1 | 2 | 3 | 4 | 5 | 6 | 7 | 8 | 9 | R | H  | E | B |
| 삼성 라이온즈 ◄ | 3 | 0 | 1 | 0 | 1 | 0 | 0 | 2 | 0 | 7 | 11 | 0 | 7 |
| 두산 베어스 | 0 | 1 | 3 | 0 | 1 | 0 | 0 | 0 | 0 | 5 | 10 | 0 | 2 |
| 승리 투수: 릭 밴덴헐크 패전 투수: 윤명준 세이브: 오승환 홈런: 삼성 – 채태인 (노경은 상대로 1회 1점), 최형우 (노경은 상대로 3회 1점) 두산 – 최준석 (윤성환 상대로 2회 1점, 안지만 상대로 5회 1점) |   |   |   |   |   |   |   |   |   |   |    |   |   |

- 애국가 : 가수 이영현
- 시구 : 개그맨 김준호 (KBS 개그콘서트 '정 여사' 주인공)

5차전 선발로는 삼성은 윤성환, 두산은 노경은이 등판해 1차전의 리턴매치가 펼쳐졌다. 삼성은 좌타자를 전진배치하는 타순과 함께 마운드 운영에 있어서도 총력전을 펼쳤다. 안지만을 3회에 조기투입했고, 당초 6차전을 선발로 예상되었던 릭 반덴허크까지 투입하는 강수를 두는 총력전끝에 승리를 거두었다.
선취점은 삼성이 먼저 가져갔다, 삼성은 1회초 2사후 채태인의 1점 홈런(비거리 115m)으로 시작하여 최형우, 이승엽, 박석민, 김태완까지 연속 5안타로 3점을 뽑아내어 기선을 제압했다. 두산의 반격도 만만치 않았다 두산은 2회 최준석의 1점 홈런(비거리 120m)으로 만회 점수를 뽑았고 3회초 최형우의 1점 홈런(비거리 110m)으로 인해 점수차가 벌어진 상황에서 최준석의 1타점 적시타와 오재일의 2타점 2루타로 단숨에 동점으로 만들며 팽팽한 경기를 이어갔다. 삼성은 4:4 동점 상황에서 5회초 박석민의 1타점 적시타로 한점을 달아 났지만 두산이 바로 5회말 최준석이 1점 홈런(비거리 110m)을 쳐내며 다시 동점을 만들며 팽팽한 승부를 이어나갔다.
팽팽한 승부는 8회초에 갈렸다. 삼성은 8회초 1사 2,3루에서 박한이의 2타점 적시타를 만들어내면서 승부를 결정지었고, 9회말 오승환이 1이닝 무실점 세이브를 기록하며 벼랑 끝에서 팀 승리를 지켜냈다.
- 5차전 MVP: 삼성 박한이 - 5타수 1안타 2타점
- 두산 노경은 포스트시즌 한 경기 최다 연속타자 피안타 타이기록: 5타자 연속 안타
- 두산 노경은 한국시리즈 한 경기 최다 연속타자 피안타 신기록: 5타자 연속 안타 (종전 4타자)
- 삼성 포스트시즌 팀 최소볼넷 타이기록: 0개 (KS 12번째, PS 34번째)
- 두산 최준석 포스트시즌 한 경기 최다홈런 타이: 2개

### 6차전
| 팀 | 1 | 2 | 3 | 4 | 5 | 6 | 7 | 8 | 9 | R | H | E | B |
| 두산 베어스 | 1 | 0 | 0 | 0 | 1 | 0 | 0 | 0 | 0 | 2 | 9 | 0 | 8 |
| 삼성 라이온즈 ◄ | 0 | 0 | 1 | 0 | 0 | 2 | 3 | 0 | X | 6 | 8 | 0 | 2 |
| 승리 투수: 심창민 패전 투수: 더스틴 니퍼트 세이브: 오승환 홀드: 권혁, 안지만 홈런: 두산 – 정수빈 (릭 반덴허크 상대로 1회 1점), 최준석 (차우찬 상대로 5회 1점) 삼성 – 채태인 (더스틴 니퍼트 상대로 6회 2점), 박한이 (더스틴 니퍼트 상대로 7회 3점) |   |   |   |   |   |   |   |   |   |   |   |   |   |

- 애국가 : 가수 JK 김동욱
- 시구 : 골프선수 배상문 (PGA 투어 우승자)

6차전 선발로는 삼성은 릭 반덴허크, 두산은 더스틴 니퍼트가 등판해 2차전의 리턴매치가 펼쳐졌다. 먼저 기선을 제압한 쪽은 두산이였다 두산은 1회초 정수빈의 선두타자 홈런(비거리 110m)으로 기선을 제압했고 2사 후 최준석과 오재일이 볼넷으로 출루했지만 후속타 불발로 추가점을 내지 못했다. 삼성 선발 릭 반덴허크는 팔 근육통을 호소해 1이닝만 던지고 조기 강판되었다. 삼성은 3회말 진갑용의 타구가 좌전 안타였으나, 이 타구가 두산 좌익수 김현수의 발을 맞고 굴절 되면서 행운의 2루타로 기회를 잡았고 정병곤의 희생번트 후 배영섭의 중견수 희생플라이를 만들어 내며 동점을 만들었다.
동점 상황이 계속되던 5회초 최준석이 풀카운트 승부끝에 차우찬으로부터 대형 장외 홈런(비거리 135m)을 날리며 두산이 2:1 리드를 잡기 시작했지만 그 리드는 오래가지 못했다. 6회말 삼성은 선두타자 박한이의 안타 후 채태인의 밀어친 타구가 좌측 담장을 넘어가는 역전 2점 홈런(비거리 115m)이 되었고 7회말에 삼성은 2사 1,2루에서 박한이가 우측 담장을 넘기는 3점 홈런(비거리 110m)을 때려내며 승부에 쐐기를 박으며 승부를 7차전까지 끌고 가게 만들었다.
삼성은 선발 릭 반덴허크가 부상으로 조기강판 된 이후 4차전 선발이였던 배영수부터 시작하여 차우찬, 심창민, 권혁, 안지만, 신용운, 조현근, 오승환 총 9명의 투수들을 기용하면서 5차전에 이어서 다시한번 마운드 총력전을 펼쳤다.
- 6차전 MVP: 삼성 채태인 - 4타수 2안타 2타점
- 두산 정수빈 한국시리즈 사상 최초 1회초 선두타자 홈런(포스트시즌 역대 3번째 1회초 선두타자 홈런)
- 삼성 배영수 포스트시즌 한 이닝 최다 사구 허용 타이기록: 2개
- 두산 최준석 포스트시즌 최다 홈런 타이기록: 6개
- 삼성 포스트시즌 한 경기 투수 최다출장 타이기록: 9명

### 7차전
| 팀                                                                                   | 1 | 2 | 3 | 4 | 5 | 6 | 7 | 8 | 9 | R | H  | E | B |
| 두산 베어스                                                                          | 1 | 0 | 1 | 0 | 0 | 0 | 1 | 0 | 0 | 3 | 9  | 2 | 2 |
| 삼성 라이온즈 ◄                                                                      | 1 | 0 | 0 | 0 | 1 | 5 | 0 | 0 | X | 7 | 12 | 1 | 6 |
| 승리 투수: 안지만 패전 투수: 데릭 핸킨스 홈런: 두산 – 손시헌 (안지만 상대로 7회 1점) |   |   |   |   |   |   |   |   |   |   |    |   |   |

- 애국가 : 가수 유미
- 시구 : 탤런트 손예진

7차전은 두산이 유희관을, 삼성이 장원삼을 내세움으로써 3차전의 리턴 매치가 펼쳐졌다. 양 팀은 1회에 각각 1득점씩 주고 받았다 두산은 1회초 1번 타자 이종욱이 선발 장원삼으로부터 10구째 가는 승부 끝에 2루타를 만들어 냈고 손시헌의 희생번트로 2루까지 간 상황에서 김현수가 우전 적시타를 뽑아내며 선취득점을 뽑아냈다. 이후 최준석이 안타를 치며 찬스를 맞았으나 후속타 불발로 1득점에 그쳤다. 삼성은 1회말 1사후 박한이와 채태인의 연속 안타, 최형우의 볼넷으로 만든 1사 만루 찬스에서 박석민의 희생플라이로 동점을 만들었으나 이후 이승엽의 범타가 나오며 1회초 두산과 마찬가지로 추가득점 찬스를 살리지 못했다. 동점 상황에서 먼저 균형이 깬 팀은 두산이였다. 두산은 3회초 이종욱 볼넷과 1사후 김현수의 안타로 1사 1, 2루 상황에서 최준석이 친 타구가 유격수 정병곤이 실책을 범하면서 1사 만루가 되었고, 이후 양의지의 희생플라이로 점수를 뽑는데 성공했다. 하지만 삼성은 5회말 박한이와 채태인의 연속안타 그리고 최형우의 볼넷으로 무사 만루가 되었으나 박석민이 얕은 외야 플라이로 물러났으나 1사 만루에서 이승엽이 그간의 부진을 만회하는 우측에 1타점 동점 적시타를 만들어 냈다.
승부가 결정 지어진 것은 6회말이였다. 선두타자 정병곤의 안타 이후 배영섭이 쓰리번트 아웃으로 물러나 1사 1루에서 박한이가 2루타를 만들어 냈다. 1사 2,3루에서 채태인을 고의사구로 출루하며 1사 만루가 된 상황에서 최형우의 타구가 빗맞은 3루 땅볼이 되었으나 두산 3루수 이원석의 홈송구가 3루주자 정병곤의 홈 슬라이딩 과정 중 팔을 맞고 굴절이 되어 2루주자 박한이 마저 들어오면서 두산입장에서는 뼈아픈 실책이 나왔고, 이후 박석민의 2타점 적시타와 2사 3루에서 김태완의 좌중간 2루타까지 터지며 6회에만 무려 5점을 뽑아내 승부를 결정지었다. 두산은 7회 손시헌의 1점 홈런(비거리 110m)을 때려냈지만 이미 승부는 기운 뒤였다.
이로써 삼성은 9회초 오승환이 1이닝을 완벽하게 막으면서 사상 최초로 한국시리즈에서 1승 3패후 3연승으로 우승을 차지했으며 동시에 사상 최초로 3년연속 통합 우승을 달성했다.
- 7차전 MVP: 삼성 박석민 (4타수 1안타 3타점)
- 한국시리즈 MVP: 삼성 박한이 (0.292, 24타수 7안타(1홈런) 6타점 6득점)

## 중계 일정
2013년 한국 시리즈는 다음과 같은 방송사로부터 중계방송된다.

### TV 중계
- 1차전
  - KBS 2TV 캐스터:김현태 해설:이용철

- 2차전
  - SBS TV 캐스터:박찬민 해설:김정준,양준혁

- 3차전
  - MBC TV 캐스터:한광섭 해설:허구연

- 4차전
  - KBS 2TV 캐스터:김현태 해설:이용철

- 5차전
  - SBS TV 캐스터:박찬민 해설:김정준,양준혁

- 6차전
  - MBC TV 캐스터:한광섭 해설:허구연

- 7차전
  - KBS 2TV 캐스터:김현태 해설:이용철

### 라디오 중계
- 1차전
  - KBS 제2라디오, SBS 러브FM, TBC 드림FM, 대구 MBC 표준FM

- 2차전
  - KBS 제2라디오, SBS 러브FM, TBC 드림FM, 대구 MBC 표준FM

- 3차전
  - KBS 제2라디오, SBS 러브FM, TBC 드림FM, 대구 MBC 표준FM

- 4차전
  - KBS 제2라디오, SBS 러브FM, TBC 드림FM, 대구 MBC 표준FM

- 5차전
  - KBS 제2라디오, SBS 러브FM, TBC 드림FM, 대구 MBC 표준FM

- 6차전
  - KBS 제2라디오, SBS 러브FM, TBC 드림FM, 대구 MBC 표준FM

- 7차전
  - KBS 제2라디오, SBS 러브FM, TBC 드림FM, 대구 MBC 표준FM